# デキストロメトルファンの娯楽的使用

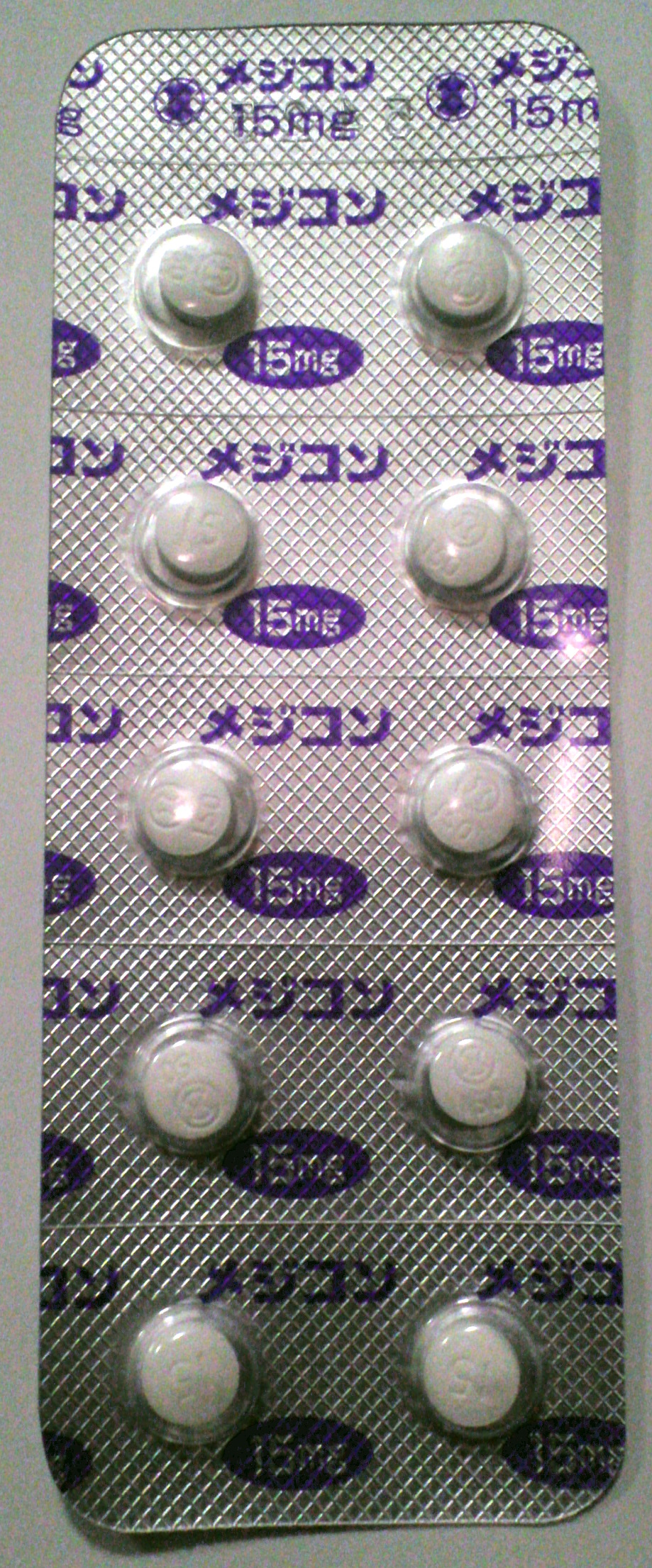
デキストロメトルファンを配合した鎮咳去痰薬（メジコン）の錠剤シート

デキストロメトルファンの娯楽的使用（デキストロメトルファンのごらくてきしよう、Recreational use of dextromethorphan）は、解離効果や幻覚体験などを目的としたデキストロメトルファン (DXM) の濫用行為。俗にrobo-trippingとも呼ばれる。
医学的に推奨される用量では向精神作用はほとんどないが、鎮咳去痰薬としての用量を遥かに超える量を投与した場合に強力な解離作用を示す。
市販の製剤では、解熱・鎮痛のために併せてアセトアミノフェンを含有していることがよくあるため、DXMの解離作用を目的とした過量服薬の結果、アセトアミノフェンの1日最大治療用量である 4000 mg を超えることにより急性あるいは慢性の肝不全を引き起こす可能性がある。
1995年に公開された「DXM FAQ」と題するデキストロメトルファンの娯楽的使用についてのオンラインエッセイでは、その効果をいわゆるプラトーに分類している。

## 分類
高用量のデキストロメトルファンは、ケタミンやフェンシクリジン (PCP) と同様のNMDA受容体拮抗薬であり、解離性麻酔薬および幻覚剤として分類される。通常、身体的依存を誘発する物質に特徴的な離脱症状は生じないが、過去には精神的依存と身体的依存の両方の症例が報告されている。ただし身体的依存は通常、重度の乱用を行った場合にのみ見られる。デキストロメトルファンの選択的セロトニン再取り込み阻害薬 (SSRI) 様作用により、耐性のある者が娯楽目的の服用を突然中止すると、SSRIからの離脱と同様の精神的および身体的な離脱症状が生じることがある。これらの離脱症状は、抑うつ、易怒性、渇望などの精神的影響や、嗜眠、体の痛み、軽度の感電に近い（ピリピリとうずくような）不快な感覚などの身体的影響として現れることがある。

## 効果
デキストロメトルファンの効果は4つのプラトーに分類される。第1プラトー (1.5 - 2.5 mg/kg) では、多幸感、聴覚の変化、重力の知覚の変化があるとされる。第2プラトー (2.5 - 7.5 mg/kg) では、激しい多幸感、鮮明な想像力、閉眼幻覚が引き起こされる。第3・第4プラトー (7.5 mg/kg 以上) は意識に重大な変化を引き起こし、使用者はしばしば体外離脱や一時的な精神病を報告する。また、感覚入力に一種のフランジング（加速や減速）が生じることがあり、これは娯楽的使用がもたらすもう一つの特徴的な効果である。
また、ほとんどの咳止め製剤に含まれるデキストロメトルファン臭化水素酸塩と、商品名デルシムに含まれるデキストロメトルファンポリスチレクスとの間には顕著な違いが見られる。ポリスチレクスはデキストロメトルファンに結合したポリマーだが、血液中に溶け出す前にイオン交換反応を起こす必要があるため、胃での消化により時間を要する。このため、デキストロメトルファンポリスチレクスの吸収にはかなりの時間がかかり、その結果、徐放性製剤のような、より緩やかで長く持続する効果が得られる。これにより、ポリスチレクスバージョンのデキストロメトルファンは咳止め薬として最大12時間効果が持続し、これは娯楽目的での使用にも当てはまる。
Gosselinによる1981年の論文では、致死量は 50 - 500 mg/kg と推定されているが、一部の娯楽目的の使用者は 15 - 20 mg/kg という高用量を摂取することもある。ある研究では、静脈内投与されるナロキソンが、デキストロメトルファンの過剰摂取に対する解毒剤となりうることが示唆されている。
PCPのような精神的影響を引き起こすことに加え、高用量は一部の薬物検査でPCPとオピエートの偽陽性をもたらす可能性がある。

## 使用に伴うリスク
デキストロメトルファンは、ケタミンとの類似性により、オルニーの病変としても知られる動物の空胞化を引き起こす可能性があるという初期の推測にもかかわらず、動物に空胞化を引き起こす事実は示されていない。ラットにデキストロメトルファンを経口投与する臨床検査では、空胞化を引き起こさなかったが、ラットの青年期にデキストロメトルファンを繰り返し経口投与すると、成人期の学習に障害が生じることが示されている。しかし、ヒトにおけるオルニーの病変の発生は証明も反証もされていない。「DXM FAQ」の著者であるWilliam E. Whiteは、デキストロメトルファン使用者とのやり取りから非公式の研究をまとめ、重度の乱用によりオルニーの病変の影響を受けた脳領域に対応するさまざまな障害が生じる可能性があることを示唆している。これらには、エピソード記憶の喪失、学習能力の低下、視覚処理のいくつかの側面における異常、抽象的な言語理解の欠陥などが含まれる。しかし、Whiteは2004年にこれらを主張する記事を撤回した。
デキストロメトルファン使用者に対する正式な調査では、使用者の半数以上が、長期・常習的なデキストロメトルファンの使用後最初の1週間に、疲労、アパシー、フラッシュバック、便秘などの離脱症状を個別に経験したと報告した。使用者の4分の1以上は、不眠症、悪夢、快感消失、記憶障害、注意欠陥、性欲の低下を報告した。まれな副作用として、パニック発作、学習障害、振戦、黄疸、蕁麻疹、筋肉痛が報告された。医療用途での使用がこれらを引き起こすことは示されていない。
デキストロメトルファン以外の有効成分を含有する風邪薬を使用すると、死亡または重篤な病気につながる危険性がある。多症状向けの風邪薬には、アセトアミノフェン、クロルフェニラミン、フェニレフリンなど他の有効成分が含まれているため、一般的なデキストロメトルファンの娯楽目的での用量で服薬すると、いずれも腎不全などの永久的な身体的障害を引き起こしたり、死に至ることがある。デキストロメトルファンを含む多くの咳止めシロップに含まれる人工甘味料であるソルビトールも、過剰に摂取した場合に下痢や吐き気などの副作用を引き起こす可能性がある。また、グアイフェネシンもデキストロメトルファンと一緒に配合されることが多い去痰薬で、吐き気、嘔吐、腎臓結石、頭痛などの不快な症状を引き起こす可能性がある。
デキストロメトルファンを他の物質と併用すると、リスクがさらに高まる可能性がある。アンフェタミンやコカインなどの中枢神経興奮剤は、血圧や心拍数の危険な上昇を引き起こす可能性がある。また、エタノール（飲酒用アルコール）などの中枢神経抑制剤は複合的な抑制作用を持ち、呼吸数の低下を引き起こす可能性がある。デキストロメトルファンを他のCYP2D6基質と併用すると、双方の薬物が血流中で危険なレベルに達する可能性がある。デキストロメトルファンを他のセロトニン受容体作動薬と併用すると、セロトニン症候群を引き起こす可能性がある。

## 薬理学
デキストロメトルファンは主にシグマ受容体アゴニストおよびSNRIであり、解離性麻酔薬としてのデキストロメトルファンの作用の一部は、デキストロメトルファンが体内で代謝される際に生成される代謝産物であるデキストロルファン (DXO) に起因すると考えられる。デキストロルファンとデキストロメトルファンはどちらも、ケタミンやPCPなど他の解離性麻酔薬と同様にNMDA受容体アンタゴニストである。デキストロルファンはその親分子であるデキストロメトルファンよりも強力だが、デキストロルファンに代謝されるデキストロメトルファンはほんのわずかであるため、デキストロメトルファンとの組み合わせで幻覚作用を引き起こしている可能性が考えられる。
NMDA受容体拮抗薬として、デキストロルファンとデキストロメトルファンは脳内の興奮性アミノ酸と神経伝達物質であるグルタミン酸を阻害する。これにより、特定の神経経路を効果的に遅らせ、あるいは遮断し、脳の各領域が相互に通信することを妨げる。そのため、使用者は解離または切り離された気分になり、頭の霧や現実感喪失を感じるようになる。

## 合法性
日本において、デキストロメトルファンは第二類医薬品に指定されている。
なお、厚生労働省による「濫用等のおそれのある医薬品」の規制対象とはなっていない。